# (674118) 2015 KH162
(674118) 2015 KH162 – planetoida z grupy obiektów transneptunowych, krążąca wokół Słońca w obrębie dysku rozproszonego. Planetoida ta jeszcze nie ma własnej nazwy.
Obiekt został zaobserwowany po raz pierwszy 18 maja 2015 roku za pomocą 8,2-metrowego teleskopu Teleskopu Subaru, zlokalizowanego na Mauna Kea na Hawajach. Informację o odkryciu opublikowano 23 lutego 2016 roku.

## Orbita
Orbita (674118) 2015 KH162 jest nachylona pod kątem 28,78° do ekliptyki, a jej mimośród wynosi około 0,333. Na jeden obieg wokół Słońca potrzebuje 491 lat.
W 1931 roku planetoida przeszła przez swoje peryhelium, w odległości około 41,5 au od Słońca. Obecnie oddala się od Słońca; w 2016 roku obiekt znajdował się około 59 au od Słońca.

## Właściwości fizyczne
Niewiele jak dotąd wiadomo o tym odległym obiekcie. Duża absolutna wielkość gwiazdowa, wynosząca około 3,9m, kwalifikuje go do grupy kandydatów na planety karłowate. Średnica planetoidy (674118) 2015 KH162 na podstawie jej jasności szacowana jest na około 621 km, co czyni ją jedną z większych odkrytych planetoid transneptunowych.